# لويس ميلس
لويس ميلس (بالإنجليزية: Lewis Mills)‏ هو لاعب دوري الرغبي بريطاني، ولد في 30 مايو 1989 في كارديف في المملكة المتحدة.